# Geroldsgrün
Geroldsgrün je obec v německé spolkové zemi Bavorsko, v zemském okrese Hof. Žije zde přibližně 2 700 obyvatel.

## Geografie

### Místní části
Obec je oficiálně rozdělena na dvacet jedna částí.
| - Dürrenwaid - Dürrenwaiderhammer - Geroldsgrün - Geroldsreuth - Großenreuth - Hermesgrün - Hertwegsgrün - Hirschberglein - Langenau - Langenbach - Lotharheil | - Mühlleiten - Neuenhammer - Neumühle - Oberhammer - Pfarrschneidmühle - Silberstein - Steinbach - Trögershäuser - Unterhammer - Untersteinbach |

## Historie
První písemná zmínka o místě pochází z roku 1323 pod názvem Gerhartsgrün. Obec byla dlouho hraniční osadou mezi bamberským biskupstvím a územím hrabat z Orlamünde, později mezi biskupstvím a markrabstvím Bayreuth-Kulmbach. Od roku 1792 byl Geroldsgrün součástí knížectví Bayreuth a po uzavření tylžského míru připadl v roce 1807 Francii a v roce 1810 Bavorsku. V roce 1818 vznikla současná obec.
Ve středověku zde probíhaly čarodějnické procesy, které skončily až v roce 1654.

## Památky
- protestantský kostel sv. Jakuba

## Osobnosti obce
- Emilie Mauererová (1863–1924), politička (SPD)
- Christian Keyßer (1877–1961), misionář
- Detlef Stöcker (* 1963), spisovatel